# Xã Pleasant, Quận Lincoln, Kansas
Xã Pleasant (tiếng Anh: Pleasant Township) là một xã thuộc quận Lincoln, tiểu bang Kansas, Hoa Kỳ. Năm 2010, dân số của xã này là 413 người.